# Private Dancer
«Private Dancer» — п'ятий сольний студійний альбом американської співачки Тіни Тернер, випущений 29 травня 1984 року лейблом «Capitol Records». Він став її першим альбомом, випущеним на цьому лейблі. Після кількох років складнощів у сольній кар'єри, що сталися після розлучення з Айком Тернером, «Private Dancer» допоміг Тернер стати конкурентноспроможною сольною зіркою, а також однією з найбільш затребуваних кросовер-виконавців в індустрії звукозапису. Альбом здобув світовий комерційний успіх, отримавши мультиплатинові сертифікації, і до сьогодні залишається найбільш продаваним альбомом Тернер у Північній Америці.
У 2020 році альбом був відібраний Бібліотекою Конгресу США для збереження в Національному реєстрі звукозаписів як такий, що має «культурне, історичне або естетичне значення».

## Передумови та виробництво
A&R-менеджер Джон Картер з «Capitol Records» вважається одним з тих, хто у 1980-х роках перезапустив кар'єру Тіни Тернер. 1983 року, попри протидію з боку «Capitol», він підписав з нею контракт і спродюсував її перший альбом для лейблу, «Private Dancer». Запис альбому проходив під наглядом чотирьох різних продюсерських команд на кількох студіях в Англії, у тому числі у Руперта Гайна та Мартіна Вейра з британського гурту «Heaven 17». Пісні альбому є радикальним відходом від ритм-енд-блюзового звучання, яке було присутнє у творчості Тернер під час виступів із її колишнім чоловіком Айком Тернером, вони являють собою суміш аптемпо та балад, натхненних жанрами поп та рок; в них також присутні елементи смуз-джазу та сучасного ритм-енд-блюзу.
Продюсером пісні «Let's Stay Together» виступив Мартін Вейр. Террі Бріттен спродюсував пісню в стилі регі «What's Love Got To Do With It». Руперт Гайн спродюсував «Better Be Good to Me», яку написали Голлі Найт, Майк Чепмен і Нікі Чінн, а також більшість інших пісень. Джон Картер спродюсував пісню «Private Dancer», яка була написана Марком Нопфлером і містила гітарне соло Джеффа Бека. «Help!» була записана разом з гуртом «The Crusaders».

## Реліз і промоція
У 1997 році «EMI», материнський лейбл «Capitol Records», випустив цифрове ремастоване ювілейне видання альбому «Private Dancer» на CD. Ця версія включає чотири додаткові демо-треки, записані наприкінці 1983-го та на початку 1984 років з продюсером Джоном Картером, які вперше вийшли як «Б-сторони» до деяких синглів «Private Dancer», а також три розширені ремікси для 12-дюймових платівок.
У 2015 році «Parlophone Records», який є підрозділом компанії «Warner Music Group», що на сьогодні володіє правами на альбом, випустив його 30-те ювілейне видання.

### Просування
З 8 лютого по 28 грудня 1985 року проходило турне на підтримку альбому, що складалося зі 177 концертів. Воно мало назву «Private Dancer Tour» і складалося з 60 концертів у Європі, 105 у Північній Америці, 10 в Австралії та 2 у Японії. На концертах у Північній Америці на розігріві виступали Гленн Фрай та Mr. Mister. Крім пісень альбому, Тернер виконала хіти часів дуету «Ike & Tina Turner», такі як «River Deep — Mountain High», «Nutbush City Limits» і «Proud Mary».

## Оцінки критиків
Альбом отримав позитивні відгуки критиків. Газета «Los Angeles Times» писала, що голос Тернер «розтоплює вініл».
Деббі Міллер у своїй рецензії для «Rolling Stone» за липень 1984 року вважала, що альбом став потужним поверненням Тернер з її «хрипким, але сильним» голосом і низкою пісень, які були гарними в «сучасній рок-обстановці», що не була «ні відстороненою, ні надто метушливою». Роберт Крістгау з «The Village Voice» вважав, що вона втілила «середньостатистичну тривогу сучасної професійної пісенної творчості». Він сказав, що «чотири різні продюсерські команди» у проекті були «ознакою відчаю», незважаючи на «бездоганний авторитет» альбому, який вийшов в результаті.

## Спадщина
Алекс Гендерсон у ретроспективному огляді «AllMusic» казав, що альбом був більш «гладким», ніж її ритм-енд-блюзова класика, записана у складі дуету «Ike & Tina Turner», але вона все одно змогла заспівати з «гортанною пристрастю», щоб видати свій найкращий сольний продукт. Стівен Голден написав у «The New York Times», що завдяки тому, що англійські продюсери Тернер пом'якшили її грубий стиль південного соулу, відкинувши «ревучі роги, несамовиті перкусії та госпел-заклики і відповіді», альбом став «віхою» в «еволюції поп-соул музики».
Майкл Лайдон у книзі Роберта Дімері «1001 альбом, який ви повинні почути перш ніж помрете» стверджує, що ліричні теми альбому втілили її образ «жорсткої, сексуальної жінки, вихованої у жорсткому світі», і що її вокал перевершує витончений продакшн, а її «незламна душа» об'єднує численних продюсерів. У 1989 році альбом посів 46 місце у списку «100 найкращих альбомів 80-х» за версією журналу «Rolling Stone». У 2001 році VH1 назвав «Private Dancer» 95-м найкращим альбомом усіх часів. Журнал «Slant Magazine» поставив альбом на 63 місце у списку «Найкращих альбомів 1980-х», зазначивши: «Будучи одночасно особистим звільненням і звуковою спокутою, „Private Dancer“ утвердив Тернер не лише як справжню діву, але й як справжню силу природи».

## Трек-лист

### Американське видання
| Перша сторона | Перша сторона                   | Перша сторона                               | Перша сторона | Перша сторона |
| #             | Назва                           | Автор                                       | Продюсери     | Тривалість    |
| ------------- | ------------------------------- | ------------------------------------------- | ------------- | ------------- |
| 1.            | «I Might Have Been Queen»       | Джанетт Обстой Руперт Гайн Джеймі Вест-Орем | Гайн          | 4:10          |
| 2.            | «What's Love Got to Do with It» | Террі Бріттен Грехем Лайл                   | Бріттен       | 3:48          |
| 3.            | «Show Some Respect»             | Бріттен Сью Шифрін                          | Бріттен       | 3:18          |
| 4.            | «I Can't Stand the Rain»        | Енн Піблз Дон Браянт Бернард Міллер         | Бріттен       | 3:41          |
| 5.            | «Better Be Good to Me»          | Голлі Найт Нікі Чінн Майк Чепмен            | Гайн          | 5:11          |

| Друга сторона | Друга сторона         | Друга сторона                        | Друга сторона         | Друга сторона |
| #             | Назва                 | Автор                                | Продюсери             | Тривалість    |
| ------------- | --------------------- | ------------------------------------ | --------------------- | ------------- |
| 6.            | «Let's Stay Together» | Віллі Мітчелл Ел Грін Ел Джексон Дж. | Грег Волш Мартін Вейр | 5:16          |
| 7.            | «1984»                | Девід Боуї                           | Волш Вейр             | 3:09          |
| 8.            | «Steel Claw»          | Пол Брейді                           | Джон Картер           | 3:48          |
| 9.            | «Private Dancer»      | Марк Нопфлер                         | Картер                | 7:11          |

### Міжнародні видання
| #   | Назва                           | Автор                     | Продюсери                             | Тривалість |
| --- | ------------------------------- | ------------------------- | ------------------------------------- | ---------- |
| 1.  | «I Might Have Been Queen»       | Обстой Гайн Вест-Орем     | Гайн                                  | 4:10       |
| 2.  | «What's Love Got to Do with It» | Бріттен Лайл              | Бріттен                               | 3:48       |
| 3.  | «Show Some Respect»             | Бріттен Шифрін            | Бріттен                               | 3:18       |
| 4.  | «I Can't Stand the Rain»        | Піблз Браянт Міллер       | Бріттен                               | 3:41       |
| 5.  | «Private Dancer»                | Кнопфлер                  | Картер                                | 7:11       |
| 6.  | «Let's Stay Together»           | Мітчелл Грін Джексон, Дж. | Волш Вейр                             | 5:16       |
| 7.  | «Better Be Good to Me»          | Найт Чінн Чепмен          | Гайн                                  | 5:11       |
| 8.  | «Steel Claw»                    | Брейді                    | Картер                                | 3:48       |
| 9.  | «Help!»                         | Джон Леннон Пол Маккартні | Джо Семпл Ндугу Ченклер Вілтон Фелдер | 4:30       |
| 10. | «1984»                          | Боуї                      | Волш Вейр                             | 3:09       |

### Ремастовані видання
| 1997 «Centenary Edition» bonus tracks | 1997 «Centenary Edition» bonus tracks                | 1997 «Centenary Edition» bonus tracks                | 1997 «Centenary Edition» bonus tracks | 1997 «Centenary Edition» bonus tracks |
| #                                     | Назва                                                | Автор                                                | Продюсери                             | Тривалість                            |
| ------------------------------------- | ---------------------------------------------------- | ---------------------------------------------------- | ------------------------------------- | ------------------------------------- |
| 11.                                   | «I Wrote a Letter»                                   | Інга Румпф                                           | Картер                                | 3:24                                  |
| 12.                                   | «Rock 'n Roll Widow»                                 | Том Сноу                                             | Картер                                | 4:45                                  |
| 13.                                   | «Don't Rush the Good Things»                         | Нейл Гаммак                                          | Картер                                | 3:46                                  |
| 14.                                   | «When I Was Young»                                   | Ерік Бардон Віктор Бріггз Джон Вейдер Денні Маккалок | Картер                                | 3:11                                  |
| 15.                                   | «What's Love Got to Do with It» (Extended 12" Remix) | Бріттен Лайл                                         | Бріттен                               | 5:48                                  |
| 16.                                   | «Better Be Good to Me» (Extended 12" Remix) (edit)   | Найт Чінн Чепмен                                     | Гайн                                  | 7:03                                  |
| 17.                                   | «I Can't Stand the Rain» (Extended 12" Remix)        | Піблз Браянт Міллер                                  | Бріттен                               | 5:45                                  |

| 2015 «30th Anniversary Edition» bonus disc | 2015 «30th Anniversary Edition» bonus disc                      | 2015 «30th Anniversary Edition» bonus disc | 2015 «30th Anniversary Edition» bonus disc | 2015 «30th Anniversary Edition» bonus disc |
| #                                          | Назва                                                           | Автор                                      | Продюсери                                  | Тривалість                                 |
| ------------------------------------------ | --------------------------------------------------------------- | ------------------------------------------ | ------------------------------------------ | ------------------------------------------ |
| 1.                                         | «Ball of Confusion (That's What the World Is Today)» (з B.E.F.) | Барретт Стронг Норман Вайтфілд             | Волш Вейр                                  | 4:13                                       |
| 2.                                         | «I Wrote a Letter»                                              | Румпф                                      | Картер                                     | 3:24                                       |
| 3.                                         | «Rock 'n Roll Widow»                                            | Сноу                                       | Картер                                     | 4:45                                       |
| 4.                                         | «Don't Rush the Good Things»                                    | Гаммак                                     | Картер                                     | 3:46                                       |
| 5.                                         | «When I Was Young»                                              | Бардон Бріггс Вейдер Маккаллок             | Картер                                     | 3:11                                       |
| 6.                                         | «Keep Your Hands Off My Baby»                                   | Біллі Стейнберг Том Келлі                  | Картер                                     | 3:31                                       |
| 7.                                         | «Tonight» (наживо з Девідом Боуї) (виступ у The NEC, Бірмінгем) | Боуї Джеймс Остерберг                      | Бріттен                                    | 4:01                                       |
| 8.                                         | «Let's Pretend We're Married» (Live)                            | Прінс                                      | Бріттен                                    | 4:13                                       |
| 9.                                         | «What's Love Got to Do with It» (Extended 12" Remix)            | Бріттен Лайл                               | Бріттен                                    | 5:45                                       |
| 10.                                        | «Better Be Good to Me» (Extended 12" Remix) (edit)              | Найт Чінн Чепмен                           | Гайн                                       | 7:04                                       |
| 11.                                        | «I Can't Stand the Rain» (Extended 12" Remix)                   | Піблз Браянт Міллер                        | Бріттен                                    | 5:43                                       |
| 12.                                        | «Show Some Respect» (Extended Mix)                              | Бріттен Шифрін                             | Бріттен                                    | 5:45                                       |
| 13.                                        | «We Don't Need Another Hero (Thunderdome)» (Single Edit)        | Бріттен                                    | Бріттен Лайл                               | 4:16                                       |
| 14.                                        | «One of the Living» (Single Remix)                              | Найт                                       | Майк Чепмен                                | 4:13                                       |
| 15.                                        | «It's Only Love» (з Браяном Адамсом)                            | Адамс Джим Волленс Боб Клірмаунтайн        | Адамс Волленс                              | 3:18                                       |

## Персонал
- Тіна Тернер — вокал (всі треки), бек-вокал (1, 7, 8)
- Гері Барнакл — саксофон (6)
- Джефф Бек — гітара (8, 9)
- Террі Бріттен — гітара (2,[26] 3, 4), бек-вокал (2,[26] 3), бас (2),[26] програмування ударних (2)[26]
- Грем Брод — барабани (4)
- Алекс Браун — бек-вокал (9)
- Джон Картер — перкусія (5)
- Леон «Ндугу» Чанклер — барабани (9)
- Алан Кларк — клавішні (5, 8), перкусія (5)
- Мел Коллінз — саксофон (5)
- Девід Каллен — струнні аранжування (10)
- Сай Курнін — бек-вокал (1, 7)
- Джуліан Діггл — перкусія (5)
- Девід Ервін — синтезатор, програмування (9)
- Гвен Еванс — бек-вокал (9)
- Чарльз Ферінг — гітара (9)
- Вілтон Фелдер — бас-гітара (9), саксофон (9)
- Нік Гленні-Сміт — клавішні (2,[26] 3, 4)
- Гленн Грегорі — бек-вокал (6, 10)
- Руперт Гайн — бас-гітара (1, 7), клавішні (1, 7), перкусія, програмування (1, 7), бек-вокал (1, 7)
- Грем Джарвіс — Oberheim DX (2, 3)
- Джон Іллслі — бас-гітара (5, 8)
- Гел Ліндес — гітара (5, 8)
- Біллі Лівсі — синтезатор Yamaha DX7 (2),[26] клавішні (3)
- Тревор Мораїс — барабани (1, 7)
- Саймон Мортон — перкусія (2)[26]
- Тесса Найлз — бек-вокал (2, 3)
- Френк Рікотті — перкусія (6)
- Рей Рассел — гітара (6)
- Джо Семпл — синтезатор (9), фортепіано (9)
- Девід Т. Вокер — гітара (9)
- Мартін Вейр — програмування, електронні барабани (6, 10), аранжування (6, 10), бек-вокал (6, 10)
- Грег Волш — програмування (6, 10), аранжування (6, 10)
- Джеймі Вест-Орам — гітара (1, 7)
- Джессіка Вільямс — бек-вокал (9)
- Террі Вільямс — барабани (5, 8)
- Нік Плітас — фортепіано, синтезатор (6, 10)
- Річі Зіто — гітара (8)

Виробництво
- Террі Бріттен — продюсер (2,[26] 3, 4)
- Джон Картер — продюсер (5, 8)
- Леон «Ндугу» Чанклер — продюсер (9)
- Вілтон Фелдер — продюсер (9)
- Руперт Гайн — продюсер (1, 7)
- Джо Семпл — продюсер (9)
- Грег Волш — продюсер та інженер (6, 10)
- Мартін Вейр — продюсер (6, 10)
- Ф. Байрон Кларк — інженер (9)
- Джон Хадсон — інженер та зведення (2,[26] 3, 4)
- Волтер Семюел — інженер (6, 10)
- Стівен В. Тейлер — інженер та зведення (1, 7)
- Умберто Гатіка — реміксування (5, 8)
- Алан Йошида — мастеринг
- Акіра Тагучі — продюсер компіляції
- Сем Ґей — креативний директор
- Рой Кохара — арт-директор
- Джон О'Браєн — дизайн
- Пітер Ешворт — фотографія
- Роджер Девіс — менеджмент
- Чіп Лайтман — менеджмент

## Комерційний успіх
«Private Dancer» вийшов 29 травня 1984 року і став видатним світовим комерційним успіхом. Альбом посідав третю сходинку чарту «Billboard 200» протягом десяти тижнів поспіль і залишався в першій десятці протягом 39 тижнів з серпня 1984 року по травень 1985 року. У Сполучених Штатах він отримав п'ятикратну сертифікацію. У Німеччині альбом отримав п'ятикратну золоту сертифікацію, ставши одним з найбільш продаваних альбомів в історії. Він посів друге місце в британському чарті альбомів, де отримав трикратну сертифікацію, залишаючись у чартах протягом 150 тижнів. Канадська асоціація компаній звукозапису надала альбому семикратну платинову сертифікацію за продаж понад 700 000 копій у Канаді. По всьому світу було продано понад 12 мільйонів копій альбому. На церемонії вручення премії «Греммі» 1985 року «Private Dancer» отримав чотири з шести нагород, на які був номінований.

## Чарти
| Чарт (1984)                                          | Позиція |
| ---------------------------------------------------- | ------- |
| Австралія Australian Albums (Kent Music Report)      | 7       |
| Австрія Austrian Albums (Ö3 Austria)                 | 1       |
| Канада Canada Top Albums/CDs (RPM)                   | 2       |
| Канада Canadian Albums (The Record)                  | 1       |
| Нідерланди Dutch Albums (MegaCharts)                 | 3       |
| Європейський Союз European Albums (Music & Media)    | 1       |
| Фінляндія Finnish Albums (Suomen virallinen lista)   | 5       |
| Німеччина German Albums (Offizielle Top 100)         | 2       |
| Нова Зеландія New Zealand Albums (Recorded Music NZ) | 2       |
| Норвегія Norwegian Albums (VG-lista)                 | 5       |
| Швеція Swedish Albums (Sverigetopplistan)            | 7       |
| Швейцарія Swiss Albums (Schweizer Hitparade)         | 3       |
| Велика Британія UK Albums (OCC)                      | 2       |
| США Billboard 200                                    | 3       |
| США Top R&B/Hip-Hop Albums (Billboard)               | 1       |
| США US Cash Box Top Pop Albums                       | 3       |

| Чарт (2015)                        | Позиція |
| ---------------------------------- | ------- |
| Угорщина Hungarian Albums (MAHASZ) | 10      |

| Чарт (2023)                                | Позиція |
| ------------------------------------------ | ------- |
| Австралія Australian Albums (ARIA)         | 53      |
| Бельгія Belgian Albums (Ultratop Flanders) | 34      |
| Бельгія Belgian Albums (Ultratop Wallonia) | 149     |

| Чарт (1984)                                      | Позиція |
| ------------------------------------------------ | ------- |
| Австралія Australian Albums (Kent Music Report)  | 17      |
| Канада Canada Top Albums/CDs (RPM)               | 8       |
| Нідерланди Dutch Albums (Album Top 100)          | 9       |
| Німеччина German Albums (Offizielle Top 100)     | 17      |
| Нова Зеландія New Zealand Albums (RMNZ)          | 27      |
| Норвегія Norwegian Fall Period Albums (VG-lista) | 6       |
| Швейцарія Swiss Albums (Schweizer Hitparade)     | 6       |
| Велика Британія UK Albums (Gallup)               | 18      |
| США US Billboard 200                             | 39      |
| США US Top R&B/Hip-Hop Albums (Billboard)        | 11      |

| Чарт (1985)                                       | Позиція |
| ------------------------------------------------- | ------- |
| Австралія Australian Albums (Kent Music Report)   | 26      |
| Австрія Austrian Albums (Ö3 Austria)              | 1       |
| Канада Canada Top Albums/CDs (RPM)                | 28      |
| Нідерланди Dutch Albums (Album Top 100)           | 25      |
| Європейський Союз European Albums (Music & Media) | 6       |
| Німеччина German Albums (Offizielle Top 100)      | 2       |
| Нова Зеландія New Zealand Albums (RMNZ)           | 15      |
| Швейцарія Swiss Albums (Schweizer Hitparade)      | 1       |
| Велика Британія UK Albums (Gallup)                | 16      |
| США US Billboard 200                              | 5       |
| США US Top R&B/Hip-Hop Albums (Billboard)         | 2       |

| Чарт (1986)                        | Позиція |
| ---------------------------------- | ------- |
| Велика Британія UK Albums (Gallup) | 78      |

## Сертифікації і продажі
| Регіон                                                                                          | Сертифікація  | Продажі    |
| ----------------------------------------------------------------------------------------------- | ------------- | ---------- |
| Австралія (ARIA)                                                                                | Платиновий    | 200,000    |
| Австрія (IFPI Austria)                                                                          | 2× Платиновий | 100 000*   |
| Канада (Music Canada)                                                                           | 7× Платиновий | 800,000    |
| Фінляндія (IFPI Finland)                                                                        | Золотий       | 33,464     |
| Франція (SNEP)                                                                                  | Золотий       | 100 000*   |
| Німеччина (BVMI)                                                                                | 5× Золотий    | 1 250 000^ |
| Нідерланди (NVPI)                                                                               | Платиновий    | 100 000^   |
| Нова Зеландія (RIANZ)                                                                           | Платиновий    | 15 000^    |
| Іспанія (PROMUSICAE)                                                                            | Платиновий    | 100 000^   |
| Швеція (IFPI Sweden)                                                                            | Платиновий    | 100 000^   |
| Велика Британія (BPI)                                                                           | 3× Платиновий | 900 000^   |
| США (RIAA)                                                                                      | 5× Платиновий | 5 000 000^ |
| Підсумки                                                                                        |               |            |
| Європа                                                                                          | —             | 4,000,000  |
| Worldwide                                                                                       | —             | 12,000,000 |
| *продажі, що базуються лише на сертифікаціях ^відвантаження, що базуються лише на сертифікаціях |               |            |

## Нагороди
| Рік  | Переможець                       | Категорія                                                 |
| ---- | -------------------------------- | --------------------------------------------------------- |
| 1985 | «Better Be Good to Me»           | Премія «Греммі» за найкраще жіноче вокальне рок-виконання |
| 1985 | «What's Love Got to Do with It»  | Премія «Греммі» за найкраще жіноче вокальне поп-виконання |
| 1985 | «What's Love Got to Do with It?» | Премія «Греммі» за найкращий запис року                   |
| 1985 | «What's Love Got to Do with It?» | Премія «Греммі» за найкращу пісню року                    |